# Товариство Фабіана
Товариство Фабіана, Фабіанське товариство (англ. Fabian Society) — організація англійських інтелектуалів, що мала на меті досягнути соціалізму за допомогою поступових мирних реформ, без революційної класової боротьби. Заснована в 1883 році. Серед засновників товариства були визначні представники англійських інтелектуалів — Сідней і Беатриса Вебби, письменник-фантаст Герберт Уеллс, драматург Бернард Шоу, етнограф і фольклорист Сесіл Шарп та інші.
Організатори «Товариства Фабіана» назвали його на ім'я римського полководця Фабія Максима Кунктатора, відомого вичікувальною, повільною тактикою в боротьбі з Ганнібалом.
Будучи однією з організацій-засновників Комітету лейбористського представництва в 1900 році і маючи значний вплив на Лейбористську партію, яка виросла з нього, Фабіанське товариство сильно вплинуло на британську політику. Членами Фабіанського товариства були політичні лідери з інших країн, такі як Джавахарлал Неру, які прийняли фабіанські принципи як частину власних політичних ідеологій. Фабіанське товариство заснувало Лондонську школу економіки у 1895 році.
Сьогодні товариство функціонує насамперед як аналітичний центр і є одним з двадцяти соціалістичних товариств, афілійованих з Лейбористською партією. Подібні товариства існують в Австралії, Канаді, Новій Зеландії та Італії.

## Історія розвитку

### Заснування
Фабіанське товариство було засноване 4 січня 1884 року в Лондоні як відгалуження товариства, заснованого роком раніше, під назвою «Товариство нового життя» (англ. The Fellowship of the New Life), яке було предтечею британських етичних та гуманістичних рухів. Серед перших членів Братства були візіонери вікторіанської епохи, зокрема поети Едвард Карпентер і Джон Девідсон, сексолог Гевелок Елліс та ранній соціаліст Едвард Р. Піз. Вони хотіли трансформувати суспільство, подаючи приклад чистого спрощеного життя для інших. Деякі члени також хотіли брати участь у політичній діяльності, щоб допомогти суспільству трансформуватися; вони створили окреме товариство, Фабіанське товариство. Усі члени могли вільно відвідувати обидва товариства. Фабіанське товариство також виступало за відродження західноєвропейських ренесансних ідей та їхнє поширення по всьому світу.
«Товариство Нового Життя» було розпущено в 1899 році, але Фабіанське товариство виросло і стало провідним академічним товариством у Сполученому Королівстві в едвардіанську епоху. Його поповнювали члени його авангардного клубу «Коефіцієнти». Публічні збори Товариства проводилися протягом багатьох років в Ессекс-Холі, популярному місці недалеко від Стренд у центрі Лондона.

## Історія
Після створення в 1900 році Лейбористської партії — в її складі.
У Лейбористській партії «Товариство Фабіана» досі грає роль ідеологічного центру, що розробляє програмні і тактичні основи лейборизму. З «Товариства Фабіана» вийшли багато відомих діячів Лейбористської партії.
Вважаючи соціалізм неминучим результатом економічного розвитку, фабіанці визнавали лише еволюційний шлях розвитку, заперечували революцію («соціальні катаклізми»).
Система поглядів фабіанців дістала назву «муніципального соціалізму», тому що розширення господарської діяльності муніципалітетів вони розглядали як реальну можливість заміни приватної власності громадською (комунальною). На думку Сіднея Вебба, міське самоврядування, використовуючи такі важелі, як водо- і газопостачання, транспорт, зв'язок, зможе згодом установити контроль над житловим будівництвом і промисловістю. Приватні підприємці, не витримавши конкуренції з містом, розоряться, а податки й добровільні пожертви нададуть міській мерії можливість викупити землю. Таким чином промисловість і земля всього міста мали перейти у власність міської громади.

### Відомі члени:
- Ерік Гілл — британський скульптор, дизайнер шрифтів, гравер.